# Green 10
Die Green 10 sind die zehn führenden Nichtregierungsorganisationen im Klima-, Umwelt- und Naturschutz, die auf EU-Ebene tätig sind. Sie unterhalten ein kleines gemeinsames Büro in Brüssel. Die Organisationen arbeiten u. a. auch im Europäischen Umweltbüro, EEB zusammen.
Zu den Green 10 gehören:
- BirdLife International (European Community Office)
- Climate Action Network Europe (CAN Europe)
- CEE Bankwatch Network
- European Environmental Bureau (EEB)
- European Federation of Transport and Environment (T&E)
- Health and Environment Alliance (HEAL)
- Friends of the Earth Europe (FoEE)
- Greenpeace Europe
- Naturfreunde Internationale (NFI)
- WWF European Policy Office